# Essens Beste

Logo der Auszeichnung

Essens Beste ist eine mit 5000 Euro dotierte Auszeichnung vom Jugendamt der Stadt Essen für junge Essener. Geehrt werden seit 2004 Einzelpersonen oder Gruppen mit Wohnsitz in Essen, die etwas Besonderes geleistet haben. 

## Ablauf
Jeder, der zwischen 14 und 27 Jahren alt ist, kann vorgeschlagen werden, bzw. sich selbst vorschlagen. Dabei gibt es sieben unterschiedliche Kategorien. Pro Kategorie bestimmt eine Jury aus Vertretern der Politik, der Wirtschaft, der Medien, aus Prominenten und Fachleuten aus allen eingegangenen Vorschlägen vier Nominierungen pro Kategorie. Die Gewinner werden in einer großen Gala in der Philharmonie Essen bekannt gegeben. Die Schirmherrschaft hat der amtierende Oberbürgermeister der Stadt Essen, Reinhard Paß, übernommen. Die Gewinner erhalten jeweils eine Skulptur "Essens Beste", eine Urkunde und einen Geldpreis in Höhe von 5000 Euro. Die übrigen Nominierten erhalten hochwertige Sachpreise.

## Kategorien
Ausgezeichnet wird in den folgenden Kategorien:
- Schüler-Preis zeichnet Essens beste Schüler aus
- Ausbildungspreis, ein Preis der Essener Wirtschaft, zeichnet Essens beste Auszubildende oder Studenten aus
- Ehrenamtpreis der Siemens AG ehrt Essener, die Besonderes in Ehrenämtern in Gemeinden, Vereinen etc. leisten
- Handicap-Preis, von der E.ON Ruhrgas AG gestiftet, zeichnet Essener aus, die wider ihrer Behinderungen oder schwierigen Lebensumständen zu Außergewöhnlichem fähig sind
- Kunst-Preis ehrt junge Essener Künstler in allen möglichen Bereichen wie Musik, Film und Malerei
- Sport-Preis der Sparkasse Essen zeichnet Essener Sportler aus, die sich durch Spitzenleistungen oder Fairness verdient gemacht haben
- Innovations-Preis der National-Bank zeichnet Essener aus, die neue Ideen in Wirtschaft, Kultur oder Gesellschaft gehabt haben